# Рэйн, Джессика
Дже́ссика Рэйн (англ. Jessica Raine; урожд. — Дже́ссика Хе́лен Ллойд (англ. Jessica Helen Lloyd); род. 20 мая 1982, Ирдисли, Западный Мидленд) — британская актриса театра и телевидения, наиболее известная по роли медсестры Дженни Ли в сериале «Вызовите акушерку». Она принимала участие и в таких многосерийных проектах, как «Доктор Кто», «Волчий зал», «Фортитьюд», «Партнёры по преступлению» и «Иерихон», а также в документальной драме «Приключение в пространстве и времени».

## Биография
Рэйн родилась в Ирдисли, графство Херефордшир, где была воспитана отцом на ферме. Она является младшей из двух дочерей фермера Аллана Ллойда (потомок семьи Ллойд из Бэйнхэм-холла) и его жены Сью, которая собиралась стать танцовщицей, но затем работала медсестрой. Рэйн получила образование в Кингтоне, графство Херефордшир, и хотела стать актрисой с тринадцати лет, так как её отец участвовал в любительских спектаклях Малого театра Ирдисли. В шестом классе она обучалась актёрскому мастерству и фотографии в Херефордском колледже искусств, а затем продолжила изучать актёрское мастерство и культурологию в Университете Западной Англии в Бристоле. Из-за того, что после окончания школы Рэйн не приняли ни в одно театральное училище, в которое она поступала, она поехала в Таиланд, где преподавала английский как второй язык.
1 сентября 2015 года Рэйн вышла замуж за актёра Тома Гудмана-Хилла, с которым встречалась с 2010 года. Их сын родился в 2019 году.

## Фильмография
| Год       |     | Русское название                     | Оригинальное название          | Роль                 |
| --------- | --- | ------------------------------------ | ------------------------------ | -------------------- |
| 2009      | с   | Закон Гарроу                         | Garrow's Law                   | Энн Портер           |
| 2010      | ф   | Робин Гуд                            | Robin Hood                     | Изабелла Глостерская |
| 2011      | кор | Куда глаза глядят                    | Elsewhere                      | Кэт                  |
| 2012      | ф   | Женщина в чёрном                     | The Woman in Black             | няня                 |
| 2013      | с   | Доктор Кто                           | Doctor Who                     | Эмма Грейлинг        |
| 2013      | тф  | Приключение в пространстве и времени | An Adventure in Space and Time | Верити Ламберт       |
| 2014      | с   | По долгу службы                      | Line of Duty                   | Джорджия Тротман     |
| 2012—2014 | с   | Вызовите акушерку                    | Call the Midwife               | Дженни Ли            |
| 2015      | мтф | Волчий зал                           | Wolf Hall                      | Джейн Рочфорд        |
| 2015      | с   | Фортитьюд                            | Fortitude                      | Джулс Саттер         |
| 2015      | с   | Партнёры по преступлению             | Partners in Crime              | Таппенс Бересфорд    |
| 2016      | с   | Иерихон                              | Jericho                        | Энни Квайнтайн       |
| 2016      | с   | Внутри девятого номера               | Inside No. 9                   | Кэти Девоншир        |
| 2017      | с   | Последний пост                       | The Last Post                  | Элисон Лейтуэйт      |
| 2017      | кор | Чёрное побережье                     | Black Shore                    | Холли                |
| 2018      | ф   | Кармилла                             | Carmilla                       | мисс Фонтейн         |
| 2018      | ф   | Бенджамин                            | Benjamin                       | Билли                |
| 2018      | с   | Патрик Мелроуз                       | Patrick Melrose                | Джулия               |
| 2022      | с   | Становление Елизаветы                | Becoming Elizabeth             | Екатерина Парр       |
| 2022      | с   | Час дьявола                          | The Devil's Hour               | Люси Чемберс         |